# Diecezja Yanji
Diecezja Yanji (łac. Dioecesis Ienchivensis, chiń. 天主教延吉教区) – rzymskokatolicka diecezja ze stolicą w Yanji w prowincji Jilin w Chińskiej Republice Ludowej. Biskupstwo jest sufraganią archidiecezji Shenyang.

## Historia
19 lipca 1928 papież Pius XI brewe Ex hac Divi erygował prefekturę apostolską Yanji. Dotychczas wierni z tych terenów należeli do wikariatu apostolskiego Wonsanu (obecnie diecezja Hamhŭng).
13 kwietnia 1937 prefektura apostolska Yanji została podniesiona do rangi wikariatu apostolskiego.
W 1934 w Yanji powstało benedyktyńskie opactwo Świętego Krzyża. Jego opatem został prefekt apostolski Theodor Breher OSB.
W wyniku reorganizacji chińskich struktur kościelnych, dokonanych przez Piusa XII bullą Quotidie Nos, 11 kwietnia 1946 wikariat apostolski Yanji został podniesiony do godności diecezji.
Już w 1946, po zajęciu Yanji przez komunistów, na katolików spadły prześladowania. 20 maja 1946 komuniści aresztowali biskupa Theodora Brehera OSB i pozostałych misjonarzy. W listopadzie 1949 poważnie chory bp. Breher został wypuszczony z obozu koncentracyjnego i powrócił do Europy, gdzie rok później, w wieku 61 lat, zmarł.
Od tego czasu diecezja, podobnie jak cały prześladowany Kościół katolicki w Chinach, nie może normalnie działać.
Zakonnicy z opactwa w Yanji i w Tŏkwon po opuszczeniu komunistycznych obozów i więzień założyli opactwo w Waegwan w Korei Południowej.

## Ordynariusze Yanji
- Theodor Breher OSB[4]
  - prefekt apostolski 1929 - 1937
  - wikariusz apostolski 1937 - 1946
  - biskup 1946 - 1950
- sede vacante (1950 - nadal) (być może urząd sprawował biskup(i) Kościoła podziemnego)
  - Raymond Ackermann (1950 - 1955) administrator apostolski
  - Timotheus Bitterli OSB (1955 - 1985) administrator apostolski; także administrator diecezji Hamhŭng oraz opactwa terytorialnego Tŏkwon. Opat Waegwan w Korei Południowej - z powodu antyklerykalnej polityki władz nie miał realnej władzy w diecezji Yanji[5].